# بارا دو شواشا
بارا دو شواشا (بالبرتغالية: Barra do Choça‏)؛ بلدية في ولاية باهيا في المنطقة الشمالية الشرقية من البرازيل.